# Taifa Niebla

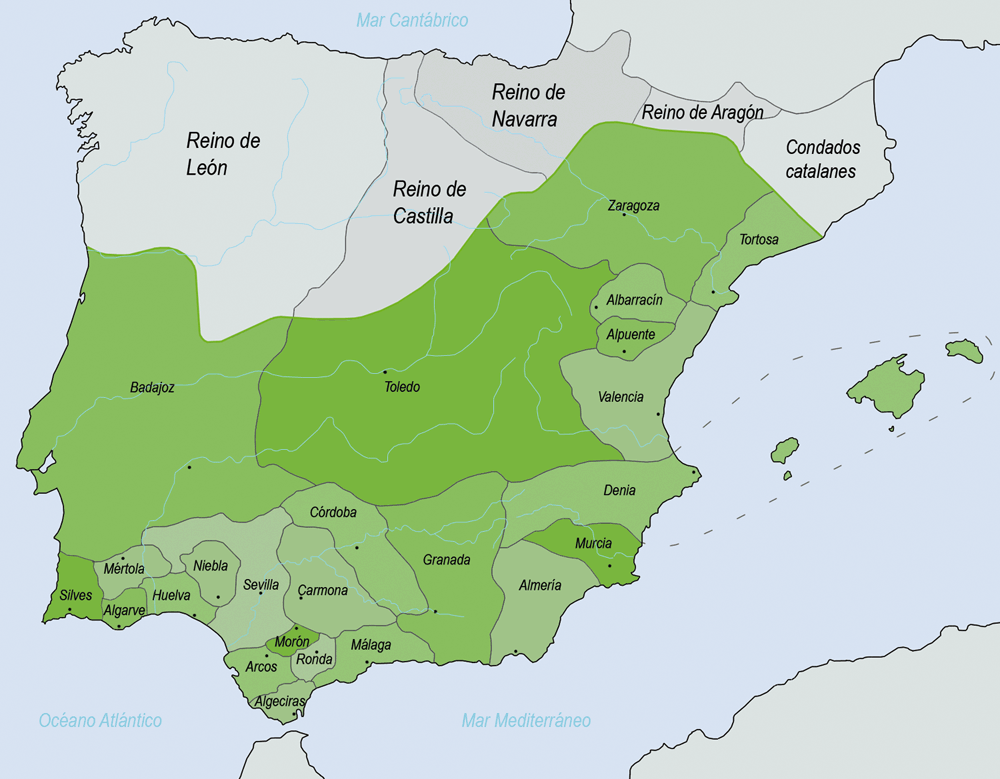
Ligging t.o.v. andere taifa's

De taifa Niebla was een emiraat (taifa) in de regio Andalusië, in het zuiden van Spanje. De stad Niebla (Labla) was de hoofdplaats van de taifa. De taifa kende drie afzonderlijke periodes: van 1023 tot 1053, van 1145 tot 1150 en van 1234 tot 1262, toen het uiteindelijk werd veroverd door het koninkrijk Castilië.

## Eerste taifa (1023–1053)
De taifa werd kort voor de val van het kalifaat Córdoba (1031) in 1023 gesticht door de Banu Yahsud. Het was Abu al-Abbas Ahmed ibn Yahya al-Yahsubi Tay al-Dawla die de stad Niebla en omliggend gebied in de kurah Labla (district in het kalifaat) onafhankelijk verklaarde. Andere delen van de kurah vielen aan de taifa Huelva en Saltés.

## Tweede taifa (1145–1150)
In 1145 volgde een nieuwe taifa periode onder de Banu Bitru. Yusuf al-Bitruyi was tevens emir van de taifa Tejada (1146–1150). Hij overleed in 1150. Rond 1150 viel de taifa aan de Almohaden.

## Derde taifa (1234–1262)
Een laatste onafhankelijke periode was in de 13de eeuw. Dit was onder emir Musa ibn Mohammed ibn Nassir ibn Mahfuz (later ook emir van de taifa Santa María de Algarve), die zich op Niebla had teruggetrokken na de verovering van Sevilla door koning Ferdinand III in 1248. Hij legde een sterke verdedigingsgordel aan rond de stad. In 1262 verloor hij de taifa aan koning Alfons X en  het koninkrijk Castilië na een beleg van negen maanden.

## Lijst van emirs
Banu Yahsud
- Abu al-Abbas Ahmed ibn Yahya al-Yahsubi Tay al-Dawla: 1023–1041
- Mohammed ibn Yahya al-Yahsubi Izz al-Dawla: 1041–1051
- Abu Nars Fath ibn Jalaf ibn Yahya al-Yahsubi Nasir al-Dawla: 1051–1053
- Aan taifa Sevilla: 1053–1091
- Aan Almoraviden: 1091–ca. 1145

Banu Bitru
- Yusuf al-Bitruyi: 1145–?
- al-Wahbi: ?–1150
- Aan Almohaden: 1150–1234

Banu Mahfuz
- Musa ibn Mohammed ibn Nassir ibn Mahfuz: 1234–1262
- Aan koninkrijk Castilië: 1262